# كرايغ إل. راسيل
كرايغ إل. راسيل (بالإنجليزية: Craig L. Russell)‏ هو رياضياتي أمريكي، ولد في 6 يناير 1949.